# الفقر في كوريا الجنوبية
شهد الفقر في كوريا الجنوبية انخفاضًا حادًا منذ منتصف القرن العشرين، ولا سيما معدل الفقر المدقع. كان الفقر النسبي في انخفاض أيضًا حتى أواخر التسعينيات، لكنه ارتفع منذ ذلك الحين. في حين أن حوالي 2% فقط من الكوريين الجنوبيين يعانون من الفقر المدقع اليوم، فإن حوالي 14-15% من هؤلاء الـ 2% هم من كبار السن ويتأثرون بالفقر النسبي.

## الاتجاهات
أشار تشو وبارك ويون إلى أن الفقر المطلق والنسبي قد انخفض في كوريا من عام 1965 إلى عام 1990. وخلصوا إلى أن النمو الاقتصادي السريع خلال [الفترة التي خضعت للتحليل في الستينيات والثمانينيات] في كوريا قد خفف من حدة الفقر إلى حد كبير. أشاد فيليبس وآخرون بكوريا الجنوبية، مشيرين إلى أن كوريا الجنوبية شهدت واحدة من أكثر الانخفاضات دراماتيكية في معدلات الفقر المدقع التي شهدها العالم. وأضافوا أنه بينما تأثر أكثر من نصف السكان الكوريين بالفقر المدقع في منتصف الخمسينيات من القرن الماضي، انخفض الفقر المدقع إلى حوالي 3.4% فقط من السكان بحلول منتصف التسعينيات. اعتبارًا من عام 2001، كان الفقر المدقع أقل من 2% (ومع ذلك، ذكر تقدير آخر لعام 2000 أن النسبة كانت 11.5%). ومع ذلك، تشير البيانات الحديثة إلى أن الفقر النسبي آخذ في الازدياد، إذ نما من حوالي 8% في أوائل التسعينيات إلى 15% اعتبارًا من عام 2012.
وفقًا للتقديرات الرسمية، يعيش حوالي 15% من الكوريين الجنوبيين تحت خط الفقر. يُعرَّف الفقر في كوريا الجنوبية بالفقر النسبي. من المهم ملاحظة أن الفقر النسبي يختلف عن الفقر المدقع: يقيس الفقر النسبي نسبة السكان الذين يعيشون على أقل من نصف الدخل المتوسط (بلغ متوسط الدخل في كوريا الجنوبية في عام 2007، 19179 دولارًا أمريكيًا. ويعيش حوالي نصف المواطنين فوق سن 65 عامًا في فقر، وهي إحدى أعلى المعدلات بين دول منظمة التعاون الاقتصادي والتنمية.
في 15 نوفمبر 2021، وفقًا للتقارير، احتلت كوريا الجنوبية المرتبة الرابعة في العالم من حيث الفقر النسبي بين الاقتصادات الكبرى.

## الفقر بين المسنين الكوريين
في التركيبة السكانية التي تتقدم في السن بسرعة في كوريا الجنوبية، يحتاج العديد من كبار السن إلى رعاية صحية. خلصت الدراسات التي أجريت عبر العديد من العوامل السكانية إلى أن كبار السن في كوريا الجنوبية ذوي الدخل المنخفض يفتقرون إلى الحماية الاجتماعية المناسبة من الحكومة وهم الأكثر حرمانًا. في السنوات الأخيرة، زادت نسبة الأشخاص ذوي الإعاقة الذين يبلغون من العمر 65 عامًا فأكثر بسرعة، من 30.3% إلى 43.3% في عام 2014. وهذا يجعل كوريا الجنوبية رائدة في هذا الجانب بمعدل نمو 3 أضعاف مقارنة بالمتوسط الدولي.
عاش 26% من المسنين الكوريين في فقر في عام 2008. ومن بين دول منظمة التعاون الاقتصادي والتنمية، فإن خطر الفقر أعلى بكثير بالنسبة لكبار السن في كوريا الجنوبية. في حين أن عدد كبار السن الذين يعيشون في فقر يزداد كل عام في العديد من البلدان، ما تزال كوريا الجنوبية لديها أعلى معدل فقر للأشخاص الذين تزيد أعمارهم عن 65 عامًا بين دول منظمة التعاون الاقتصادي والتنمية. علاوة على ذلك، فإن خطر الفقر مرتفع بشكل خاص بالنسبة لكبار السن في كوريا الجنوبية الذين هم أقل تعليمًا، أو يعيشون بمفردهم، أو يعيشون في منطقة ريفية، أو ليسوا بصحة جيدة. يعيش العديد من الأفراد المسنين ذوي الدخل المنخفض حاليًا مع أطفالهم، والذين غالبًا ما يقدمون لهم المساعدة المالية، ويعتمد الكثيرون أيضًا على تحويلات الرعاية الاجتماعية.